# مرير عماليق
مرير العماليق واسمه العلمي (باللاتينية: Picris amalecitana) نوع نباتي ينتمي إلى جنس المرير من الفصيلة النجمية.

## الموئل والانتشار
موطنه بلاد الشام ومصر وتركيا.

## مرادفات للاسم العلمي
- (باللاتينية: Hagioseris amalecitana Boiss.)
- (باللاتينية: Picris intermedia Eig)
- (باللاتينية: Picris galilaea (Boiss.) Eig)